# Microberlinia bisulcata
Microberlinia bisulcata är en ärtväxtart som beskrevs av Auguste Jean Baptiste Chevalier. Microberlinia bisulcata ingår i släktet Microberlinia och familjen ärtväxter. IUCN kategoriserar arten globalt som akut hotad. Inga underarter finns listade i Catalogue of Life.